# ツルクイナ
ツルクイナ（鶴水鶏、Gallicrex cinerea）は、ツル目クイナ科ツルクイナ属に分類される鳥類。本種のみでツルクイナ属を構成する。

## 分布
インド、インドネシア、カンボジア、シンガポール、スリランカ、タイ、大韓民国、中華人民共和国南部、台湾、朝鮮民主主義人民共和国、日本（八重山列島）、ネパール、パキスタン、バングラデシュ、フィリピン、ブータン、ベトナム、マレーシア、ミャンマー、ラオス、ロシア南東部。宮城県では、3例の記録がある。

## 形態
全長オス42-43センチメートル、メス36センチメートル。翼開張68-86センチメートル。体重0.3-0.5キログラム。
嘴はやや長く太い。
オスは上嘴から額にかけて肉質（額板）がある。繁殖期のオスは全身の羽衣が黒褐色で外縁（羽縁）は淡黄褐色。腹部には灰色の横縞が入る。雨覆や風切羽の外縁（羽縁）は褐色。虹彩は赤い。嘴は黄色で、額板が大型化し角状に突出し赤くなる。、後肢は暗赤色。非繁殖期のオスやメスは上面の羽衣が羽縁が黄褐色の黒褐色や暗褐色、下面の羽衣が淡褐色で褐色の横縞が入る。嘴は黄褐色。後肢は緑褐色。

## 生態
湿性草原、ヨシ原、池沼、水田などに生息する。渡りは行わない。薄明薄暮性で、昼間は茂みの中で休む。単独もしくはペアで生活する。
食性は雑食で、昆虫、軟体動物、植物の芽、種子などを食べる。
繁殖形態は卵生。6-9月にヨシ原や水田の草の間や上にイグサなどを組み合わせた巣を作り、3-6個の卵を産む。抱卵期間は24日。

## 画像

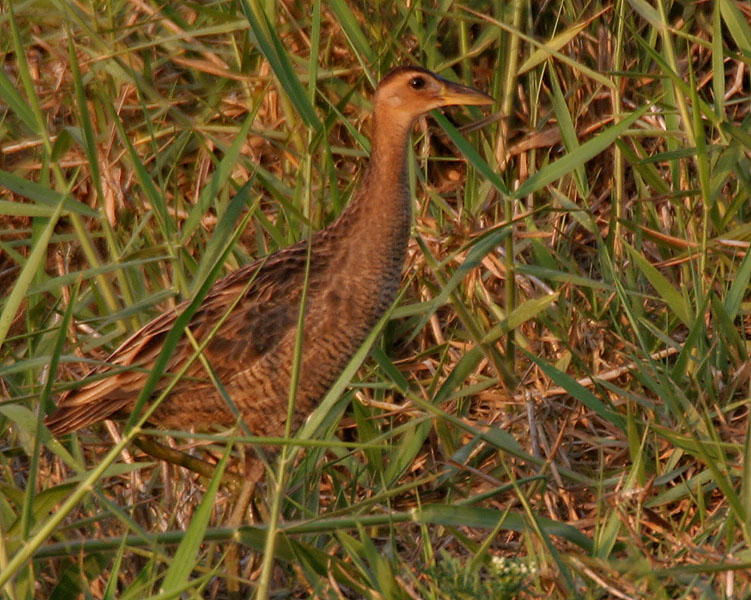
メス